# Coppa di Svizzera 2017-2018 (hockey su pista)
La Coppa di Svizzera 2017-2018 è stata la 60ª edizione della principale coppa nazionale svizzera di hockey su pista. Essa è stata organizzata dalla Federazione Svizzera di hockey su rotelle. La competizione è iniziata il 23 settembre 2017 e si è conclusa il 27 gennaio 2018.
Il trofeo è stato vinto dal Diessbach per la 5ª volta nella sua storia.

## Risultati

### Primo turno
| Squadra 1            | Risultato   | Squadra 2   |
| -------------------- | ----------- | ----------- |
| 29 settembre 2017    |             |             |
| Wimmis               | 8 - 3       | Vordemwald  |
| 29 settembre 2017    |             |             |
| Vordemwald White Sox | 4 - 3 (dts) | Jet Ginevra |

### Ottavi di finale
| Squadra 1            | Risultato   | Squadra 2      |
| -------------------- | ----------- | -------------- |
| 1º ottobre 2017      |             |                |
| Dornbirn             | 4 - 2       | Thunerstern    |
| 14 ottobre 2017      |             |                |
| Münsingen Wölfe      | 2 - 5       | Ginevra        |
| 15 ottobre 2017      |             |                |
| Biasca               | 7 - 6 (dts) | Uri            |
| Uttigen Devils       | 6 - 9       | Weil           |
| Vordemwald White Sox | 3 - 8       | Diessbach      |
| 29 ottobre 2017      |             |                |
| Uttigen              | 1 - 5       | Montreux       |
| Wimmis               | 5 - 1       | Pully          |
| Wolfurt              | 8 - 1       | Gipf-Oberfrick |

### Quarti di finale
| Squadra 1        | Risultato   | Squadra 2 |
| ---------------- | ----------- | --------- |
| 11 novembre 2017 |             |           |
| Montreux         | 1 - 0       | Biasca    |
| Wimmis           | 2 - 4       | Diessbach |
| Wolfurt          | 6 - 5 (dtr) | Dornbirn  |
| 12 novembre 2017 |             |           |
| Ginevra          | 10 - 0      | Weil      |

### Final Four
Le Final Four della manifestazione si sono disputate nei giorni 26 e 27 gennaio 2018 presso la HockeyArena Wolfurt a Wolfurt.

#### Tabellone
|  | Semifinali | Semifinali | Semifinali |          |           | Finale    | Finale | Finale |  |
|  |            |            |            |          |           |           |        |        |  |
|  | Diessbach  | Diessbach  | 3          |          |           |           |        |        |  |
|  | Diessbach  | Diessbach  | 3          |          |           |           |        |        |  |
|  | Ginevra    | Ginevra    | 1          |          |           |           |        |        |  |
|  | Ginevra    | Ginevra    | 1          |          | Diessbach | Diessbach | 5      |        |  |
|  |            |            |            |          | Diessbach | Diessbach | 5      |        |  |
|  |            |            | Montreux   | Montreux | 1         |           |        |        |  |
|  | Montreux   | Montreux   | Montreux   | Montreux | 1         | 3         |        |        |  |
|  | Montreux   | Montreux   |            |          |           |           |        |        |  |
|  | Wolfurt    | Wolfurt    | 1          |          |           |           |        |        |  |

#### Semifinali
| Arbitri: | Mark Lewis Jordi Steff |

|                                    |           |                    |
| Kissling 13:55’ 44:33’ Wyss 19:21’ | Marcatori | 44:53’ Coll Ramada |

| Arbitri: | Christian Trauffer Dornbierer Urs |

|                                         |           |              |
| Silva 10:58’ 42:55’ Armero Guixe 28:01’ | Marcatori | 16:34’ Bosch |

#### Finale
| Arbitri: | Jordi Steff Dornbierer Urs |

|                                                                 |           |                      |
| Villamil Novoa 20:20’ 22:19’ 48:52’ Wyss 21:40’ Kissling 46:33’ | Marcatori | 43:44’ Terns Torrens |

## Campioni
| Vincitore Coppa di Svizzera 2017-2018 |
| ------------------------------------- |
| Diessbach 5º titolo                   |